# Kajsa och Malena
Kajsa och Malena var en musikduo som bildades av Kajsa Grytt och Malena Jönsson kort efter det att bandet Tant Strul hade upplösts år 1985. I början spelade de musik inspirerad av Edith Piaf, med Kajsa på sång och gitarr och Malena på piano. Vissa ville kalla det jazz, men både Kajsa och Malena ansåg att deras musik var något annat.
Kajsa och Malena hann släppa två skivor. På den första, Historier från en väg, spelar de i huvudsak akustiskt, men på några av låtarna ackompanjerades de av fler på elektriska instrument. Deras andra skiva, Den andra världen, var mer elektrifierad, med Malena på keyboards snarare än piano.
Efter att ha släppt Den andra världen upplöstes duon, men åtta år senare, år 1996, började Kajsa och Malena om på nytt. Det blev några demoinspelade låtar men ingen skiva denna gång, och några år senare upplöstes duon igen.
Sensommaren 2005 spelade Kajsa och Malena in låten "Om natten" på "Dubbel Trubbel", ett minnesalbum för Olle Adolphson.
2016 släppte Kajsa och Malena en EP, "Skisser 98", med fem låtar de spelat in 1998. Detta släpptes bara digitalt.

## Diskografi
- 1986 Låt oss gå en sväng (singel)
- 1986 Historier från en väg (LP)
- 1987 Historier från en väg (CD)
- 1988 Vatten och sand (singel)
- 1988 Den andra världen (LP och CD)
- 1988 I den ljusa kvällen (singel)
- 1988 Den Flygande Holländaren (dubbel-LP och -CD, hyllning till Cornelis Vreeswijk. Kajsa och Malena framför där tre av Cornelis låtar: En visa om ett rosenblad, Tomtebloss och Marcuses skog)
- 2004 Diamanter (dubbel-CD, återutgivning av nästan allt som Kajsa och Malena släppte på skiva)
- 2005 Dubbel Trubbel (dubbel-CD, hyllning till Olle Adolphson. Kajsa och Malena framför Om natten)
- 2016 Skisser 98, en EP med fem låtar inspelade 1998. Släpptes enbart digitalt.